# Venere Ericina

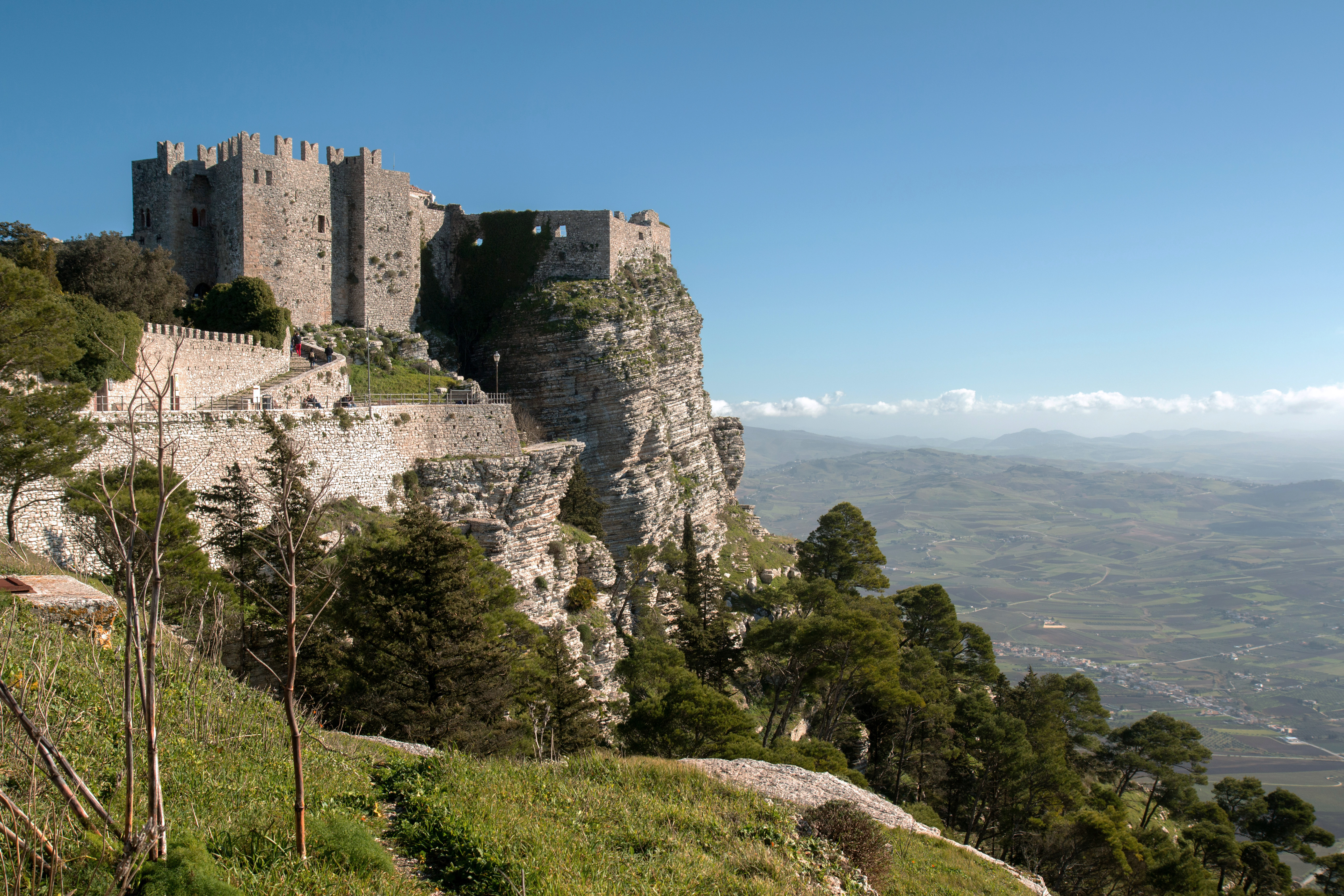
La rocca del monte Erice dove sorgeva il tempio di Venere Ericina, oggi con i resti di un castello normanno

Venere Ericina era uno dei culti della dea romana Venere, come protettrice della fertilità, conosciuta precedentemente come Afrodite ericina.

## Mito
La leggenda la racconta Virgilio, con Enea e della morte del vecchio padre dell’eroe. Anchise fu sepolto proprio sul monte Erice, dove si svolsero cerimonie grandiose in suo onore. 
Enea, figlio di Venere, fondò sul monte, per la divina madre, "una sede vicina alle stelle".
Diodoro Siculo scrisse che Erice, figlio di Bute e di Afrodite stessa, aveva eretto il tempio dedicato alla propria madre e fondato la città. Poi narra l'arrivo di Liparo, figlio di Ausonio, alle Isole Eolie (V, 6,7), aggiungendo che i Sicani "abitavano le alte vette dei monti e adoravano Venere Ericina".

## Storia

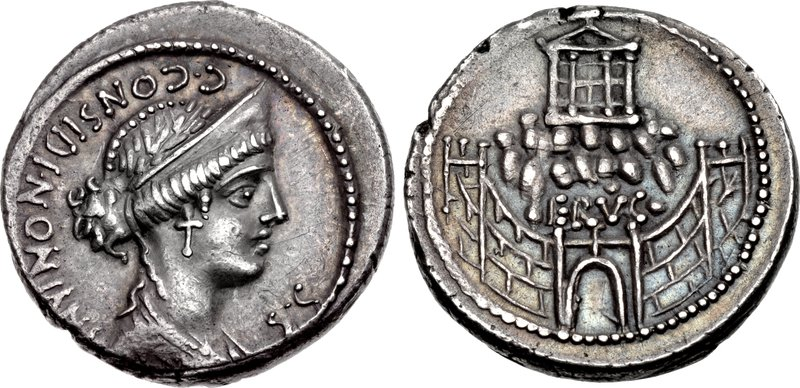
Moneta romana con testa laureata e busto con drappeggio di Venere Ericina, da un lato, e il tempio sul monte Erice dall'altro

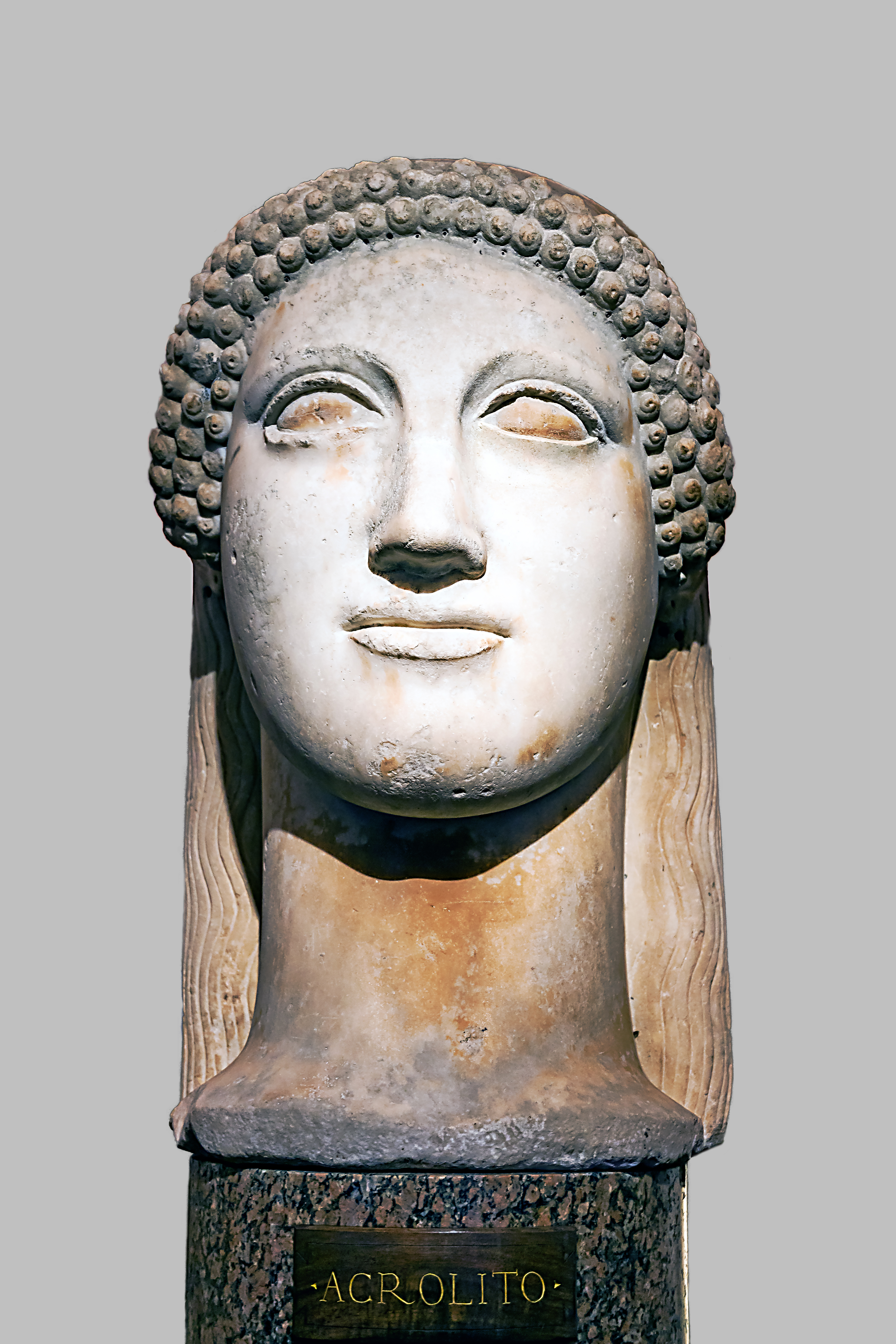
L'Acrolito Ludovisi, testa della statua di Afrodite alta tre metri, che si ritiene i romani portarono dal tempio ericino in città

Il culto prese origine nell'antica città siciliana di Eryx, dove fu fondato il santuario in onore della dea.
Nell'elima Erice, in questo antichissimo tempio, dall'VIII sec. a.c. il culto della divinità femminile della fecondità assunse, con il passare dei secoli e dei popoli, nomi diversi. Era noto e fuori dalla Sicilia già dal V sec. a.C.
Prima il culto fenicio della dea Astarte adorata dagli Elimi, Tanit dai cartaginesi, e di Afrodite dai pelasgi. 
Il culto fu infine trasformato dai Romani, che riedificarono il Tempio come Venere Ericina. Aveva una natura per molti versi oscura che comprendeva l’allevamento delle colombe e la prostituzione sacra, all’interno del tempio. Il culto di Venere Ericina fu così introdotto anche nell'antica Roma. La statua della dea dal tempio di Erice fu portata a Roma nel 211 a.C. (gli studiosi ritengono sia l'Acrolito Ludovisi).
A Roma furono dedicati due templi a Venere Ericina:
- Tempio di Venere Ericina (Campidoglio), votato nel 217 a.C. dal dittatore Quinto Fabio Massimo Verrucoso e dedicato nel 215 a.C.
- Tempio di Venere Ericina a Porta Collina, votato nel 184 a.C. e dedicato il 23 aprile del 181 a.C. dal console Lucio Porcio Licino

L'importanza del culto romano di Venere Ericina è testimoniata dal ritrovamento di monete repubblicane datate 57 a.C. dove è raffigurato il tempio di Erice.